# NGC 1973
NGC 1973 (другое обозначение — CED 55B) — голубая отражательная туманность в созвездии Ориона, в половине градуса к северо-востоку от Туманности Ориона.
Этот объект входит в число перечисленных в оригинальной редакции Нового общего каталога.
Вместе с NGC 1975 и NGC 1977 представляет собой одно и то же газопылевое облако, отражающее свет ближайших звёзд и пересечённое тёмными пылевыми облаками. , 